# Громадянська війна у Візантії (1341—1347)
Міжусобна війна у Візантії 1341–1347 років — одна з найбільших політичних подій в історії Візантійської імперії, що привела до остаточного занепаду країни. Мала політичний, соціальний та релігійний характер. Сторонами конфлікту виступали прибічники малолітнього імператора Іоанна V Палеолога, зілоти й варлааміти з одного боку та прибічники його регента, який пізніше проголосив себе імператором, Іоанна VI Кантакузина та паламіти з іншого боку. До конфлікту були втягнуті не тільки сили всередині Візантійської імперії, але й сусідні народи й держави. Підсумком війни стало остаточне послаблення імперії, яка віднині не могла серйозно протистояти туркам, і за 106 років припинила своє існування.

## Передумови

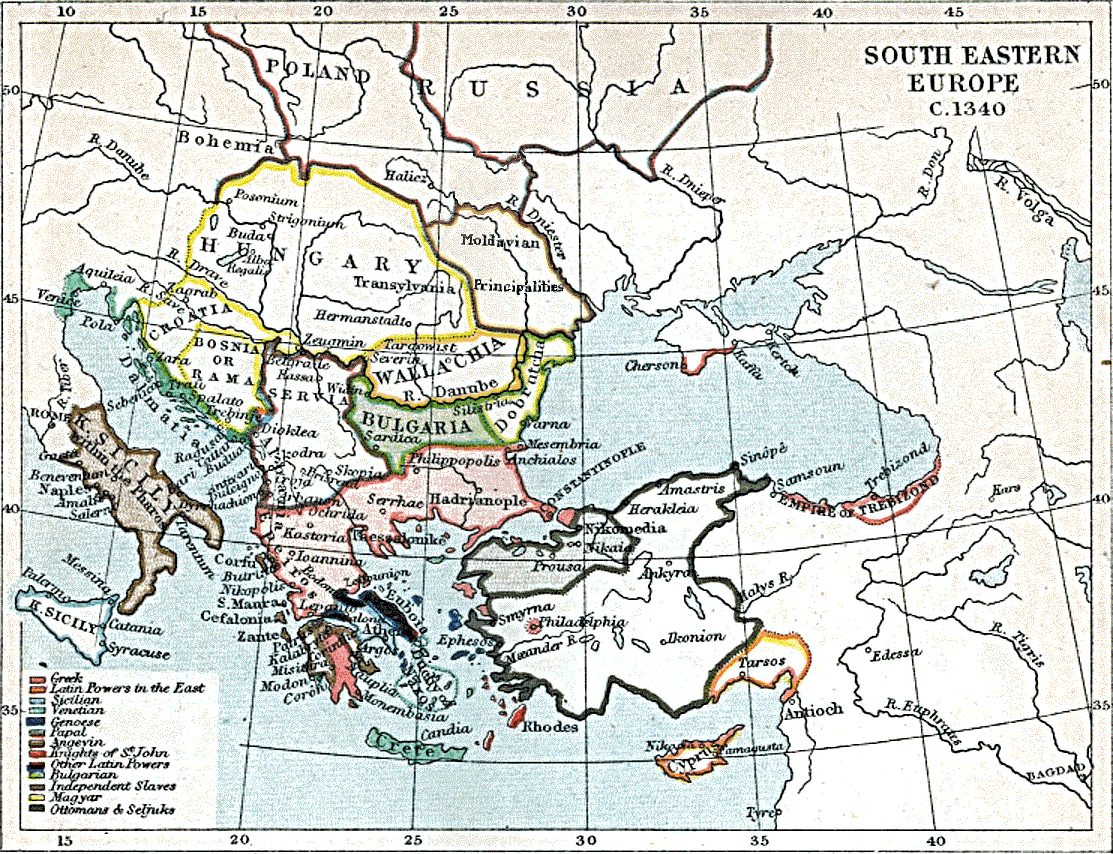
Територія Візантійської імперії 1340 року (до початку громадянської війни)

Після смерті імператора Андроніка III 15 червня 1341 року, імператором було короновано малолітнього Іоанна V Палеолога. Однак фактична влада залишилась у руках одного з найбільш знатних та заможних землевласників Фракії, великого доместика Іоанна Кантакузина, який став регентом малолітнього імператора. Він спирався на крупну провінційну аристократію та армію. Його військовим центром була Дідімотика — потужна фракійська фортеця.
В опозиції до нього перебували чиновники й торгово-ремісничі кола столиці. Однак, поки Андронік III займав престол, опозиція була змушена миритись із засиллям у столиці крупної провінційної знаті, оскільки виступи проти Кантакузина означали б заколот проти самого імператора. Тепер політична ситуація змінилась. На чолі опозиції стояли:
- Анна Савойська, мати Іоанна V Палеолога,
- Патріарх Іоанн Каліка (Апрійський)[1]
- Олексій Апокавк — впливовий сановник незнатного походження, раніше старий сподвижник Кантакузина. Апокавк завідував державними фінансами й державними солеварнями, потім був великим дукою флоту. Він уклав значну суму в будівництво військового флоту й здобув низку перемог у сутичках з турецькими ескадрами, які перешкоджали торгівлі візантійців. Він зміг організувати проти провінційних аристократів не тільки вище столичне чиновництво, але й торгово-ремісничі кола. Причому, якщо у перших невдоволення викликала провінційність походження опонентів, то у других основною причиною роздратування були економічні привілеї феодальних землевласників. Кантакузин писав про Апокавка, що його влада була ненависною «благородним», й тому Апокавк вирішив їх усіх знищити[2].

## Початок конфлікту

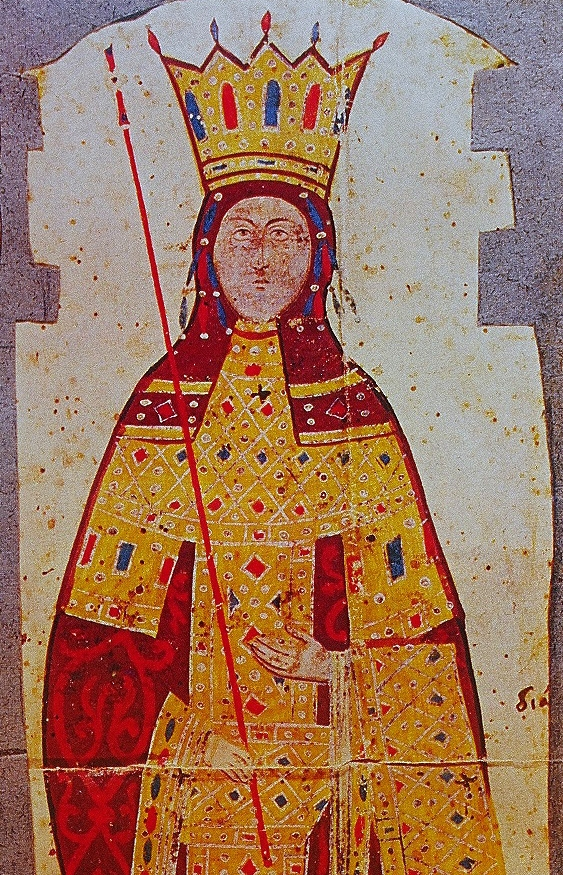
Анна Савойська

Спочатку конфлікт не набув форми громадянської війни, обмежившись палацовими інтригами у Константинополі, оскільки поблизу кордонів Візантії формувалась складна зовнішньополітична обстановка. Серби, турки й болгари загрожували кордонам імперії, а армія перебувала на боці Кантакузина. Ще за життя Андроніка III у Фракії поблизу Дідімотики 1341 року відбулась битва болгарського загону з військовими силами пінкерна Ангела, який повертався від Константинополя. Рештки розбитого болгарського загону полонили турки. Війська Івана Александра 1341 року тримали в облозі Адріанополь, частина болгар була відряджена царем грабувати міста Західної Фракії. Спочатку обставини складались сприятливо для Кантакузина. Йому вдалось досягти миру з болгарським царем Іваном Александром, укласти угоду з Орханом та відбити набіги сельджуцьких загонів, землевласники Ахейського князівства дали зрозуміти, що віддадуть перевагу підпорядкуванню імператору, а не наміснику Катерини Валуа. Здавалось, надавалась можливість нарешті повернути весь Пелопоннес, завершити оточення каталонського герцогства в Афінах, а потім домогтись повного возз'єднання грецьких земель в єдиній державі.
Однак, дії опозиції не змусили на себе чекати. Одразу по смерті імператора патріарх Іван XIV Калека зажадав участі у регентстві, й Кантакузин був змушений поступитись.
Потім, скориставшись перебуванням Кантакузина в Дідімотиці, Апокавк організував у Константинополі путч, звернувшись до народу з прямим закликом до відкритої збройної боротьби проти Кантакузина та його прибічників. Під час путчу були розграбовані будинки прибічників Кантакузина, багато з них загинули, опинились у в'язниці чи втекли до Кантакузина в Дідімотику. Були взяті під варту син Кантакузина Матвій та його мати Феодора (зрештою, вона померла від голоду). Кантакузин втратив усі посади й чини, його земельні володіння було передано торгівцям та ремісникам. 26 жовтня 1341 року в Дідімотиці прибічники Кантакузина проголосили його імператором. 19 листопада 1341 року відбулась коронація Іоанна V Палеолога, регентом при якому була оголошена Анна Савойська. Алексій Апокавк отримав титул епарха Константинополя.

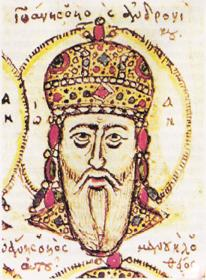
Іоанн V Палеолог

Щоб надати своїм діям більшої легітимності, Кантакузин не став посягати на офіційне усунення від престолу Іоанна V Палеолога й Анни Савойської. У своїх грамотах він сповіщав населення, що бореться проти «дурного» оточення імператорської родини, передусім — проти Апокавка. Одночасно свої грамоти від імені імператора Іоанна V Палеолога розіслав і Апокавк. Його заклики «підбурювали народ проти багатих, натовп ремісників — проти тих, хто видається славою та родом».
У конфлікті взяли участь прибічники різних релігійних течій. Ідеологія ісихастів, які закликали до глибокого примирення, була вигідною для крупних феодалів, хоча спочатку багато прибічників ісихастів підтримували зілотів. Кантакузин та його прибічники встали під прапор ісихазму, щоб розколоти зілотів. І, дійсно, багато прибічників ісихастів підтримали спочатку Паламу, хоч у подальшому каялись, коли зрозуміли, що Палама не був ісихастом, а просто зумів розколоти табір супротивників Катакузина. Патріарх Іоанн Каліка був, навпаки, палким противником паламітів. Боротьбу з паламітами відновив учень Варлаама Акіндін, який користувався покровительством Анни Савойської. В цілому варлаамізм чи антипаламізм був характерною рисою ворожого до Кантакузина табору. Лідер паламітів Палама невдовзі був ув'язнений.
Константинополем прокотилась нова хвиля репресій проти прибічників Кантакузина. Його столичні палаци були повністю розгромлені. Почались антифеодальні заворушення у Фракії. Феодалів били, їхнє майно розграбовували, будинки руйнували, самих їх передавали до Константинополя. Найвизначнішим було повстання в Адріанополі, де землевласники скликали народ на майдані для виголошення грамот Кантакузина. Під час цього виголошення грамот почали лунати вигуки супротивників Кантакузина. Їх було схоплено та побито. Вночі якийсь землекоп Вранос зі своїми товаришами Мугдуфом та Франкопулом обійшли будинки городян та схилили їх до відкритого повстання проти знаті. Склавши загін, вони заарештували майже всіх знатних осіб. Вранці піднялось все населення міста. Будинки феодалів та лихварів були розграбовані та зруйновані. Заарештовані були відправлені до столиці.

## Бойові дії
До весни 1342 року, переконавшись, що його справа у Фракії програна, Кантакузин вирішив йти на захід, сподіваючись заволодіти Фессалоніками, правителем яких був його прибічник Сінадін, та Македонією. У Фракії у нього залишилась тільки Дідімотика, в якій він залишив родину. Одночасноз ним до Фессалоніки рушив урядовий флот на чолі з Алексієм Апокавком. В цей час у Фессалоніці почалось повстання зілотів проти прибічників Кантакузина. Їх було вигнано з міста, декого було вбито чи заарештовано. Кантакузин розграбував передмістя Фессалонік і взяв місто в облогу, яка не мала успіху. Невдовзі до Фессалонік прибув флот Апокавка, що змусило Кантакузина влітку 1342 року з рештками свого війська піти до Сербії.
Там він почав перемовини про союз із Стефаном Душаном та одночасно звернувся до айдинського еміра Умура з проханням про допомогу. Влітку 1342 року Єлена, дружина сербського правителя Стефана Душана й сестра болгарського царя Івана Александра, відвідала Тирново. На думку сучасних істориків сербській королеві удалось переконати свого брата не перешкоджати діям Стефана Душана. Прибічники Іоанна V Палеолога не скористались перепочинком для зміцнення свого становища. Обложена урядовими військами в Дідімотиці, дружина Кантакузина Ірина звернулась по допомогу до болгарського царя Івана Александра. Проте болгарські війська, відігнавши сили Іоанна V Палеолога, самі прагнули заволодіти родовим гніздом Кантакузинів. У розпал зими 1342–1343 років емір Айдіна Умур з військом висадився у гирлі Мариці, піднявся її течією та відкинув болгар від Дідімотики. Однак невдовзі сильні холоди змусили його піти додому.

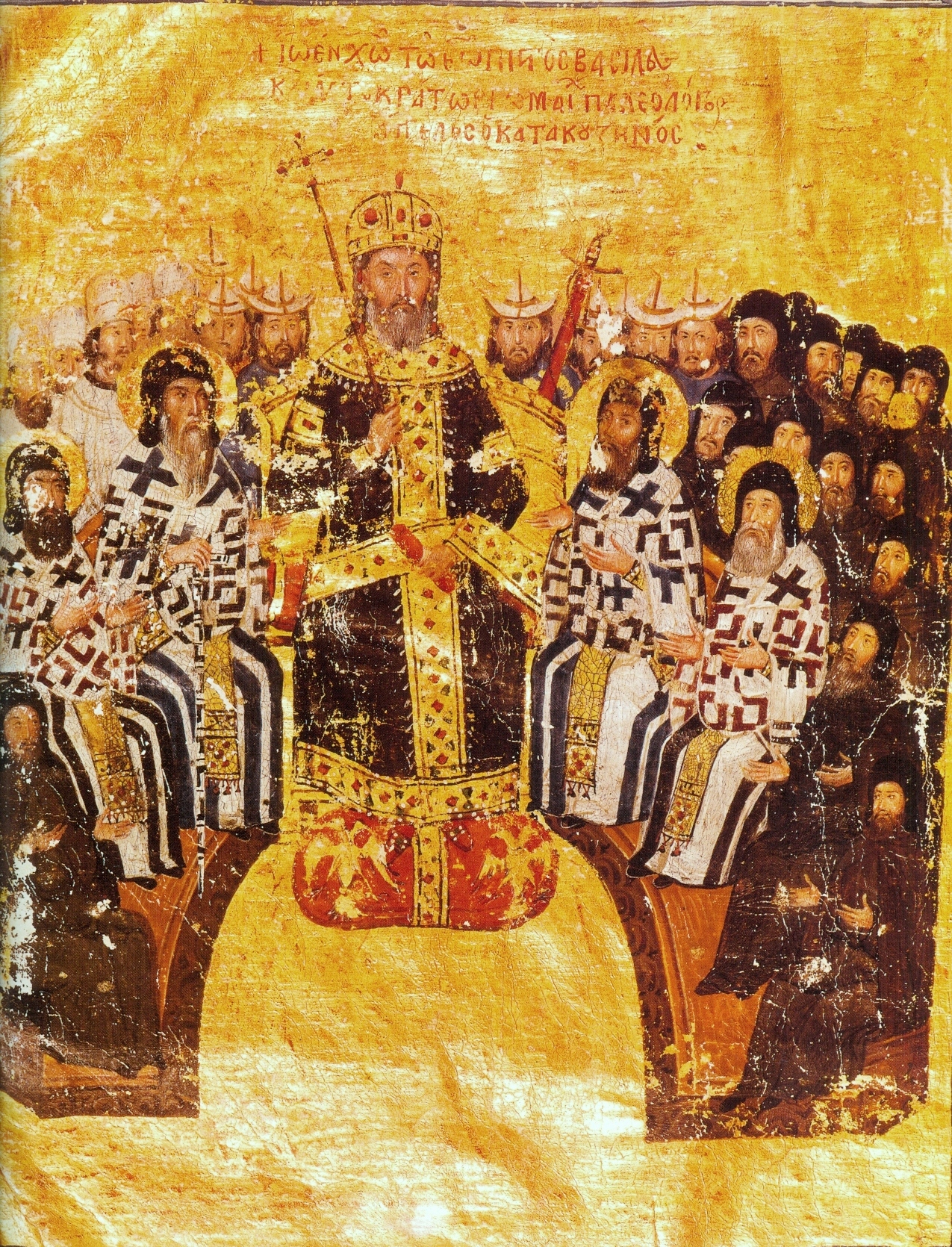
Іоанн VI Кантакузин

У цей час Кантакузин, уклавши угоду зі Стефаном Душаном, почав навесні 1343 року наступ. Він захопив Соєк, Петру, Старідол, Платамон, Сервію та фортецю Верія. На його бік перейшла Фессалія, довічним правителем якої був призначений Іоанн Ангел, племінник Кантакузина. Потім Кантакузин знову взяв в облогу Фессалоніки, проте зілоти знову відбили нападників.
Але невдовзі через інтриги венеційців відбувся розрив Кантакузина зі Стефаном Душаном. Сербський правитель зайняв відкрито ворожу до Кантакузина позицію. У Фессалоніки з флотом і сельджуцькими загонами знову прибув Алексій Апокавк. Сельджуки здійснили рейд углиб зайнятої Кантакузином території та розграбували околиці Веррії.
Становище Кантакузина знову стало важким, проте на допомогу йому знову прийшов емір Айдіна Умур. Восени 1343 року він трьомастами суднами з'явився до Кантакузина до Південної Македонії. З приходом Умура Апокавк і сельджуцькі загони повернулись до Константинополя. Не втрачаючи часу на підкорення Македонії, що загрожувало сутичкою з Душаном, і на нову облогу Фессалонік, Кантакузин та Умур до кінця осені 1343 року зайняли Фракію та вступили до Дідімотики. Турки спустошили зайняті області.
Після цього Умур пішов назад в Азію, де проти нього почала діяти нова латинська коаліція. Становище Кантакузина знову різко погіршилось. Стефан Душан захопив Лерін, Воден, Касторію, майже всю Албанію та Македонію.
У Фракії одночасно діяли війська Кантакузина, Іоанна V Палеолога, болгарського царя, турецьких емірів та незалежного болгарського правителя Родопії Момчила. Апокавк домігся союзу з болгарським царем проти Кантакузина. Як плату Іван Александр отримав на півночі Фракії значну область з містами Філіпополь, Стенімах, Цепіна, але при цьому фактично не надавав Константинополю жодної допомоги. Взимку 1343–1344 років Кантакузин зумів перетягнути Момчила на свій бік та віддав йому в управління значну область в Родопах. Апокавк зав'язав з Момчилом перемовини та зумів схилити його до розриву з Кантакузином, надавши Момчилу титул деспота. Становище Кантакузина у Фракії знову похитнулось. Апокавк знову підступив до Дідімотики.

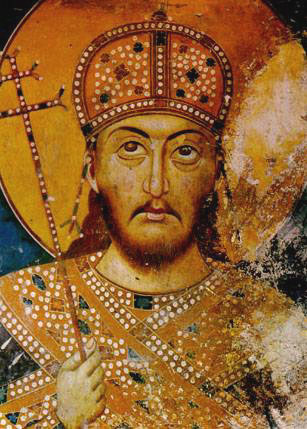
Стефан Душан

На початку 1344 року флот Умура був спалений латинянами поблизу берегів Південно-Східної Македонії. Близько трьох тисяч турків, що висадились на берег були змушені повертатись додому сушею. Дорогу їм перетнув сербський воєвода Прелюб. Однак під час бою поблизу Стефаніани вінзазнав поразки, й турки прибули до Кантакузина. Вони допомогли йому розбити болгар, а Іван Александр уклав мир з Кантакузином. Апокавк був знову відкинутий від Дідімотики. Момчил порвав з Апокавком, отримавши від Кантакузина титул севастократора , що визнав його суверенітет. З літа 1344 до літа 1345 року Кантакузин підкорив більшу частину Фракії. У прибічників Іоанна V Палеолога залишався під контролем тільки Константинополь з околицями, міста Енос та Гексамілій, півострів Галліполі й далека напівнезалежна Фессалоніка.
1 червня 1345 року в Константинополі прибічники Кантакузина убили  Апокавка. Містом прокотилась нова хвиля погромів. 7 липня 1345 року в запеклій битві під Періторою об'єднане військо Кантакузина й Умара розбило сили Момчила. Сам Момчил загинув під час битви. Після цього у серпні Кантакузин та Умур вирушили до міста Серре, яке тримали в облозі серби. Серед них перебував і Сулейман — син еміра Сарухан. Проте дорогою Сулейман несподівано помер. Остерігаючись ускладнень у стосунках з еміром Сарухана й отримавши звістку про новий похід коаліції проти нього, Умур пішов до Азії (у травні 1348 року його було розбито латинянами поблизу Смирни, сам він загинув у битві). Кантакузин повернувся до Дідімотики. 1345 року, завоювавши Галліпольський півострів, Кантакузин уклав союз із османським еміром Сулейманом, сином Орхана I. Сулейман допоміг затвердитись Кантакузину у Східній Фракії та став посередником у перемовинах зі своїм батьком, Орханом. Союз був укладений та скріплений шлюбом Орхана з дочкою Кантакузина Феодорою.
Наприкінці весни — початку літа 1345 року у Фессалоніці урядовий архонт Іоанн Апокавк (син Алексія Апокавка), заманивши лідера зілотів Михайла Палеолога на засідання своєї ради, наказав убити його та захопив до своїх рук всю повноту влади у Фессалоніці. Почались арешти зілотів. Однак задум Апокавка здати місто Кантакузину спричинив бурю невдоволення серед населення. Андрій Палеолог, брат Михайла, очолив успішне повстання проти Апокавка. Знатних прибічників Апокавка, та, передусім, його самого, скинули зі стіни фортеці.
Восени 1345 року Душан узяв Серри та Веррію. Зневажаючи угодою з Анною Савойською він контролював усю Македонію, окрім Фессалонік й Афону. Кантакузин тим часом за допомогою османів закріпився у Фракії. Його акт проголошення себе імператором 28 жовтня 1341 року було підкріплено коронацією 21 травня 1346 року в Адріанополі, проведеною єрусалимським патріархом. Одночасно собор відданих Кантакузину єпископів, який зібрався в Адріанополі, усунув патріарха Іоанна Каліку.
У цей час становище прибічників Іоанна V Палеолога різко погіршилось через невдалий союз з еміром Сарухана. Влітку 1346 року Анна Савойська найняла у нього 6-тисячний загін для боротьби з Кантакузином. Але, побачивши Фракію цілковито спустошеною, турки Сарухана не бажали воювати з Кантакузином й пішли грабувати Південну Болгарію. Зворотним шляхом турки, підійшовши до Константинополя, зажадали від Анни винагороди за свою «службу». Отримавши відмову, турки винищили передмістя столиці, уклали союз з Кантакузином та пішли додому.
У червні 1346 року учасник латинської коаліції генуезець Сімоне Віньйозе захопив Хіос. Відряджений проти нього на чолі флоту італієць Фоччолаті, замість походу до Хіосу захопив генуезьке торгове судно та привів його до Константинополя. Обурені генуезці Галати перекрили постачання продовольства до столиці й у місті почався голод. Анна пообіцяла генуезцям видати їм Фоччолаті на розправу. Фоччолаті вступив до змови з Кантакузином, і в ніч на 3 лютого 1347 року відчинив його військам браму Константинополя. За день до цього Анна Савойська усунула Івана Калеку і поставила замість нього на патріарший престол ісихата Ісидора. Лідер ісихатів Палама був звільнений з в'язниці.

## Наслідки

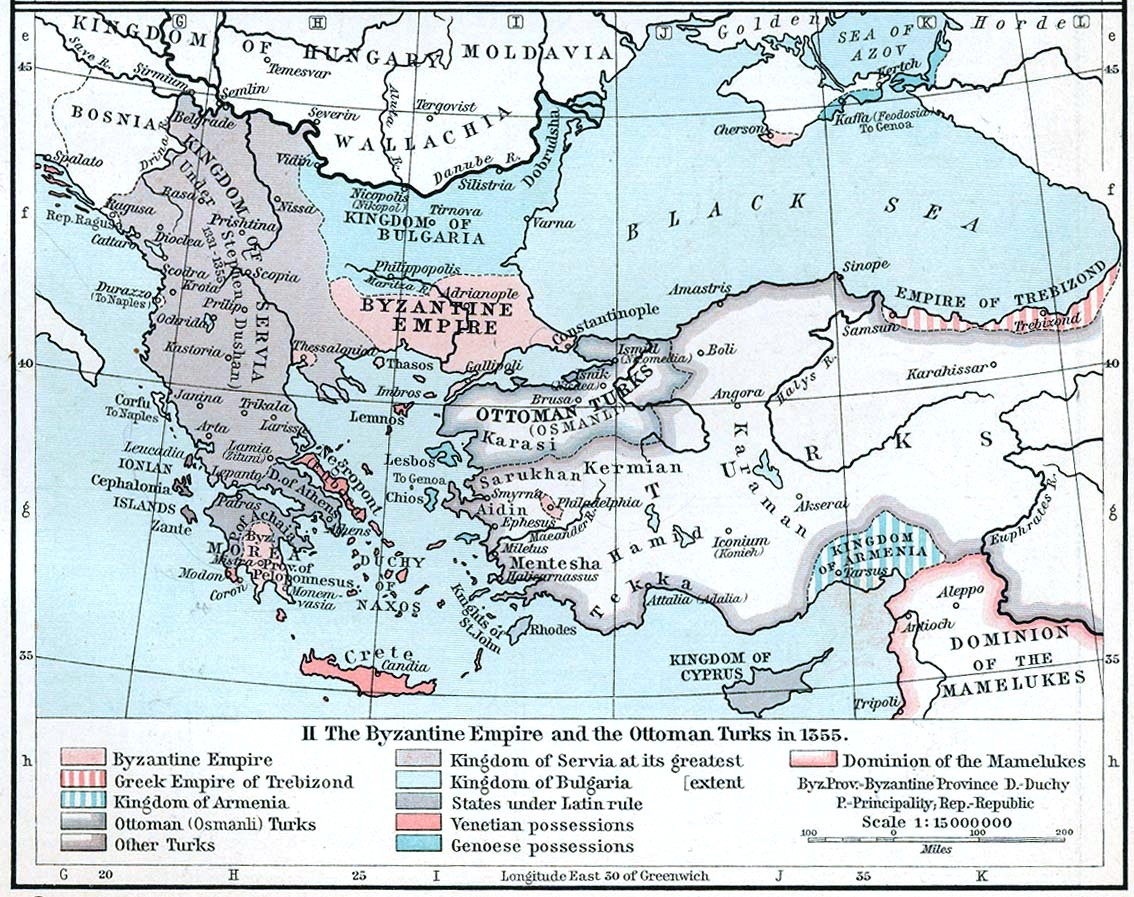
Територія Візантійської імперії 1355 року (за 8 років після завершення громадянської війни)

8 лютого 1347 року було підписано угоду, відповідно до якої вся влада мала упродовж десяти років залишатись в руках Кантакузина. Потім Іоанн V мав стати рівноправним співправителем Іоанна VI Кантакузина. Дочка Кантакузина Єлена стала дружиною Іоанна V Палеолога. Проголошувалась загальна амністія, у той же час заборонялось вимагати відшкодування майна, розкраденого чи зруйнованого під час війни. Однак, багатства прибічників Кантакузина, вилучені у них під час війни, мали бути повернені їхнім власникам. 13 травня 1347 року константинопольським патріархом була проведена нова коронація Кантакузина та його дружини Ірини.
Політично-економічне положення Візантії в результаті війни різко погіршилось. Більша частина західних володінь була зайнята сербами, а рештки візантійських земель в Епірі, Фессалії та Македонії були ізольовані. Фессалоніки, які перебували під владою зілотів, відмовилась визнати владу Кантакузина. Морея, в якій правив син Кантакузина Мануїл, фактично стала незалежною. Частина північної Фракії перейшла до болгар, а решта була цілком розграбована. Візантія втратила контроль над Егейським морем. Генуезці захопили Фокею, Хіос, Самос, Ікарію, Панагію.
Флот фактично не існував. Скарбниця була порожньою. Закладене венеційцям за 30 тисяч дукатів коштовне каміння з імператорської корони так ніколи й не було викуплене. Місце коштовностей в імператорському убранні посіли позолота і скляні підробки.

## Значення
Громадянська війна завдала Візантії по суті смертельного удару. Історія імперії вступила у свою фінальну фазу. На думку більшості істориків, існування Візантії ще упродовж століття було насправді тільки агонією, що затягнулась.